# Japán sziklakert
A japán sziklakert (japánul 枯山水, kareszanszui), más néven zen-kert a japánkert egy fajtája, egy körülzárt, sekély homokdoboz, ami homokot, fövenyt, sziklákat, és néha füvet vagy más természeti elemet tartalmaz. A kareszanszui fő részei a sziklák és a homok, benne a tengert nem víz, hanem a hullámzó vízre emlékeztető alakzatban elgereblyézett homok jeleníti meg. Sok kareszanszui kertben a növények cseppet sem fontosak, sőt egyáltalán nincsenek is jelen. A kareszanszui kerteket gyakran egyetlen ülőhelyről kell nézni. A sziklák általában különféle kínai hegyeket jelképeznek, és azokról nevezik el őket.

## Zen kert a Rjóan-dzsiban

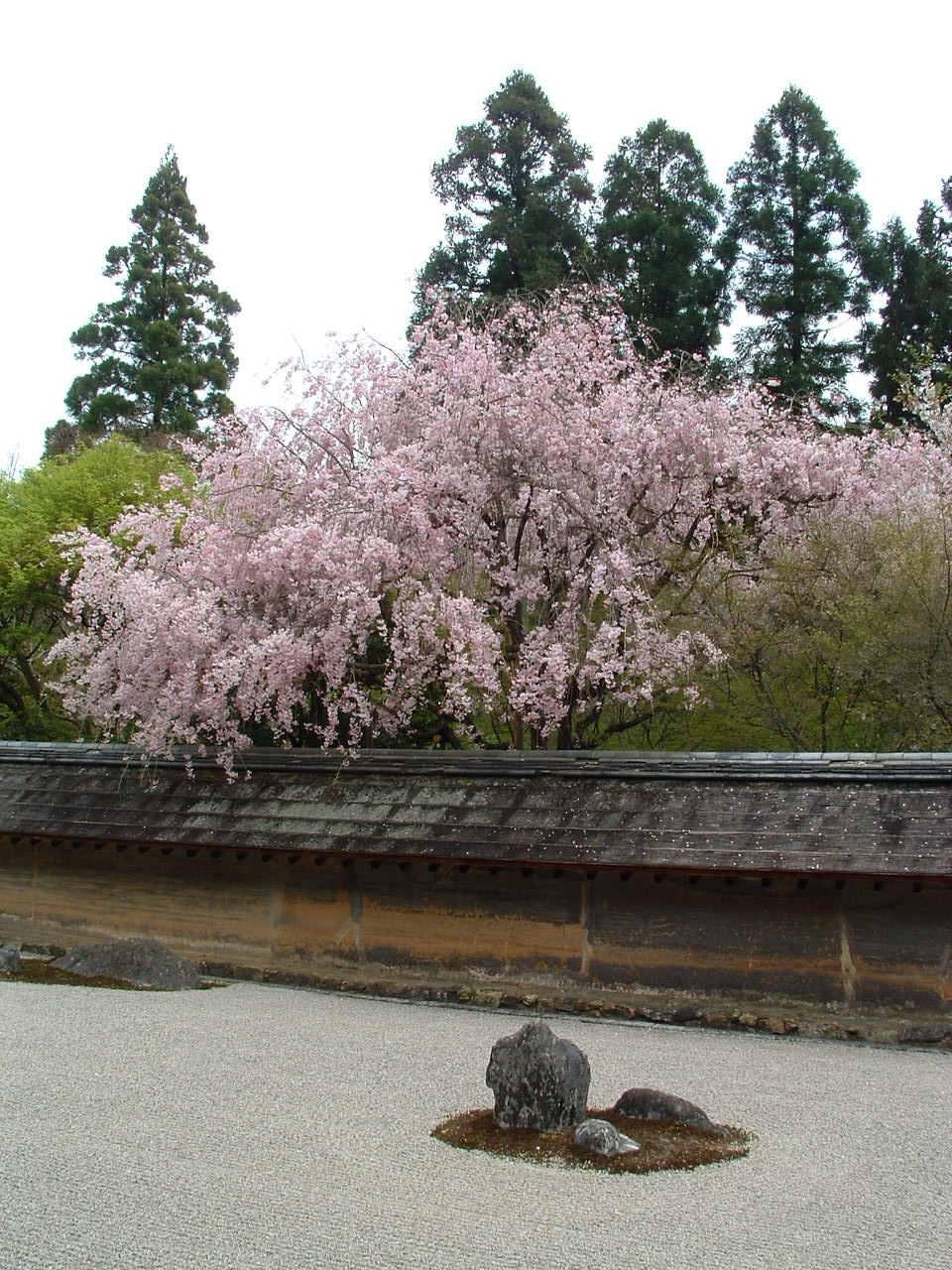
Rjóan-dzsi

A japánkert híres példája Rjóan-dzsi templomában látható Kiotó északnyugati részén, Japánban. A Rjóan-dzsi templom a Zen szekta Rinzai ágának Mjósindzsi iskolájához tartozik.
A kert kareszanszui stílusban épült. 30 méter hosszú kelet-nyugati irányban, és 10 méter észak-déli irányban. Nincsenek benne fák, csak 15 különféle méretű, szabálytalan alakú, mohával körülvett szikla, melyeket naponta elgereblyézett fehér kavicsos homokágyban rendeztek el.
A kicsi fehér kavicsokon elhelyezett különféle méretű sziklák öt csoportot alkotnak, amelyek mindegyike öt, három, kettő és három sziklából áll. A kert 15 szikláját úgy helyezték el a fehér kavicsokon, hogy a látogatók egyszerre csak 14-et láthatnak közülük, bármely szögből nézik is a kertet. A legenda szerint csak az láthatja az utolsó, láthatatlan sziklát a lelki szemeivel, aki mély zen meditációban eljut a lelki megvilágosodásra.
A kert építése egyetlen tervezőhöz sem köthető, bár általános meggyőződés szerint Szóami (1480?–1525) grafikusművész műve. A templom könyvei azonban ellentmondásosak és más utalásokat tartalmaznak, azonkívül a 15 szikla hátoldalán Kotaró és Hikodzsiró neve van írva, akik valószínűleg a tényleges építők lehettek.

## Elrendezés
Többen próbálták magyarázni a zen kert elrendezésének jelentését. Íme néhány példa:
- A föveny az óceánt jelenti, a sziklák pedig Japán szigeteit
- A sziklák egy anyatigrist jelentenek a kölykeivel, amint éppen egy sárkányhoz úszik
- A sziklák a kanji részei, és a szívet vagy az elmét szimbolizálják

Lássuk a Rjóan-dzsi sziklakert matematikai magyarázatát.
A Kiotói Egyetemen Gert van Tonder, valamint a kiotói kutató, Michael J. Lyons nemrég úgy vélekedett, hogy a sziklák egy fa tudatalatti képét mutatják. A sziklák nézésekor ez a kép nem látható tudatosan; a kutatók azt állítják, hogy a tudatalatti elme képes meglátni a sziklák közötti finom asszociációt. Úgy gondolják, ennek köszönhető a kert nyugtató hatása.
Zen kert
A japán sziklakertek nyugaton Zen kertként váltak ismertté. Ezt a szakkifejezést talán 1935-ben Loraine Kuck amerikai írónő használta először „100 kiotói kert” (100 Gardens of Kyoto) című könyvében, és azóta a japán nyelv is átvette (zen niwa). A zen kertek kifejezést ma már a naturalisztikusan beültetett, sziklás tájakra is használjuk. Ilyet látunk a jobb oldali képen is, amely egy kis zen kert a San Franciscói Golden Gate Park Japán Teakertjének része. Ebből a nézetből nem látszik az a számos nagydarab sziklatömb, melyek a sziklaágy bal oldalán helyezkednek el, bokrokkal körülhatárolva.

## Külső hivatkozások
- Japánkert – Linkgyűjtemény
- Sziklakert.lap.hu - linkgyűjtemény